# Dennis Stewart
Dennis Edward Stewart (Steelton, 11 aprile 1947 – 13 aprile 2022) è stato un cestista e allenatore di pallacanestro statunitense, professionista nella NBA, nella ABA e in Francia.

## Carriera
Venne selezionato dai Phoenix Suns al quarto giro del Draft NBA 1969 (44ª scelta assoluta).